# Phần mềm tiện ích
Phần mềm tiện ích (tiếng Anh: Utility software) là phần mềm úng dụng được thiết kế giúp phân tích, cấu hình, tối ưu hóa và bảo vệ máy tính, được sử dụng để hỗ trợ cơ sở hạ tầng máy tính. Khác với phần mềm tiện ích, phần mềm ứng dụng là một chương trình máy tính được thiết kế để thực hiện một nhóm các chức năng phối hợp nhiệm vụ hoặc các hoạt động vì lợi ích của người sử dụng ví dụ như trình xử lý văn bản, bảng tính, ứng dụng kế toán, trình duyệt web, trình phát media, hoặc trình chỉnh sửa ảnh. 

## Đặc điểm
Giống như phần mềm hệ thống, các tiện ích tập trung vào những tác vụ chính của máy tính như chặn virut hoặc chẩn đoán lỗi đĩa cứng hơn là tập trung những tác vụ thực tế như sản xuất tài liệu hay tính toán.
Mặc dù một bộ chương trình tiện ích cơ bản thường được phân phối bởi một hệ điều hành, nhưng phần mềm tiện ích không được coi là một phần của hệ điều hành mà người dùng thường cài đặt các bộ phận thay thế hoặc các tiện ích bổ sung.

## Các loại tiện ích
- Tiện ích chống virus tiện ích quét virus cho máy tính.
- Tiện ích mã hóa & giải mã các tệp.
- Tiện ích nén dữ liệu xuất ra một tệp tin nhỏ hơn.
- Tiện ích đồng bộ hóa dữ liệu tạo ra tính nhất quán giữa các dữ liệu từ nguồn đến nơi lưu trữ đích và ngược lại. Một số loại tiện ích con: 
  - Tiện ích đồng bộ hóa tập tin duy trì sự nhất quán giữa hai nguồn. Được sử dụng để tạo dự phòng hoặc bản sao lưu và cũng được sử dụng để giúp người dùng đưa nhạc, ảnh và video của họ vào trong thiết bị di động.
  - Các công cụ kiểm soát sửa đổi tái tạo lại cấu trúc một cách chặt chẽ.
- Tiện ích nén đĩa giúp nén/ giải nén nội dung của một đĩa, tăng dung lượng cho đĩa.
- Tiện ích mạng thực hiện phân tích kết nối mạng của máy tính, cấu hình cài đặt mạng, kiểm tra dữ liệu di chuyển hoặc tìm ra lỗi.
- Bộ lưu trữ làm nhiệm vụ xuất ra một tập tin duy nhất khi được cấp một danh mục hoặc một tập hợp các tệp tin. Bộ lưu trữ có thể bao gồm khả năng nén và mã hóa.
- Phần mềm sao lưu và phục hồi tạo ra bản sao của tất cả các thông tin lưu trữ trên đĩa và khôi phục toàn bộ đĩa (ví dụ trong trường hợp đĩa hỏng) hoặc các tập tin đã chọn (ví dụ trong trường hợp vô tình xóa).
- Quản lý bộ nhớ tạm mở rộng chức năng clipboard của một hệ điều hành
- Checkers đĩa làm nhiệm vụ quét tình hình hoạt động của ổ đĩa cứng và kiểm tra lỗi logic hoặc lỗi vật lý của hệ thống.
- Trình làm sạch ổ cứng làm nhiệm vụ phát hiện các tập tin không cần thiết cho hoạt động của máy tính hoặc chiếm một lượng không gian đáng kể trong máy tính.Trình xóa đĩa giúp người dùng xóa đi những tập tin đó khi đĩa cứng đã đầy.
- Trình chống phân mảnh đĩa giúp phát hiện các tệp tin trên máy tính có nội dung nằm rải rác ở một số vị trí trên đĩa cứng và di chuyển các phân mảnh đến một vị trí khác giúp việc truy nhập file nhanh hơn.
- Trình biên tập phân vùng đĩa, phân chia một ổ riêng lẻ thành nhiều ổ đĩa logic, mỗi hệ thống có thể gắn với một hệ điều hành và được coi là một ổ đĩa riêng lẻ.
- Trình phân tích không gian đĩa cung cấp một bản phân tích không gian đĩa được sử dụng bằng cách đo kích thước của mỗi thư mục bao gồm các thư mục con và tệp tin trong thư mục hoặc ổ đĩa, cho thấy sự phân bổ không gian đã sử dụng.
- Trình quản lý tệp một phương pháp thuận tiện để thực hiện việc quản lý dữ liệu một cách thường xuyên, phục hồi email và quản lý các tác vụ như xóa, đổi tên, lập danh mục, di chuyển, sao chép, hợp nhất tạo và sửa đổi các thư mục và bộ dữ liệu.
- Trình quản lý gói được sử dụng để định cấu hình, cài đặt hoặc cập nhật phần mềm khác trên máy tính.
- Trình dọn dẹp Registry giúp làm sạch và tối ưu hóa Windows Registry
- Hệ thống theo dõi giúp theo dõi nguồn lực và hiệu suất trong một hệ thống máy tính.
- Các hồ sơ hệ thống cung cấp thông tin chi tiết về phần mềm được cài đặt và phần cứng gắn liền với máy tính.
- Kiểm tra HTML xác nhận mã HTML và kiểm tra liên kết.